# Mirosław Gawor
Mirosław Gawor (ur. 13 lipca 1955 w Warszawie) – polski funkcjonariusz służb mundurowych: Milicji Obywatelskiej, ludowego Wojska Polskiego oraz Biura Ochrony Rządu. Generał brygady, biznesmen, działacz sportowy. Dwukrotnie Szef BOR: Jednostki Wojskowej Nr 1004 – Biuro Ochrony Rządu (19 listopada 1991 – 7 maja 1997; 12 grudnia 1997 – 29 marca 2001) oraz Biura Ochrony Rządu w rozumieniu ustawy z 2001 roku (30 marca – 6 listopada 2001).

## Życiorys
Funkcjonariusz Milicji Obywatelskiej, w 1981 roku jako plutonowy uczestniczył w internowaniu I sekretarza KC PZPR Edwarda Gierka.
W 1988 roku ukończył wyższe studia zawodowe w Wyższej Szkole Oficerskiej Ministerstwa Spraw Wewnętrznych im. Feliksa Dzierżyńskiego w Legionowie. Wraz z Maciejem Hejdukiem napisał pracę dyplomową pt. Prawne aspekty militaryzacji kosmosu, pod kierunkiem ppłk. mgr. Henryka Dąbrowskiego.
W 1991 roku został Szefem Biura Ochrony Rządu. Kariera zawodowa Gawora była związana z osobą Lecha Wałęsy. Zetknął się z nim w okresie internowania Wałęsy. Był jego stróżem z ramienia PRL-owskich władz. „Nie naciskał mi na odciski” – wspomina były przewodniczący „Solidarności”. I dodaje: „Mówiłem im, że przede mną kariera. Kto będzie grzeczny, będzie pracował, a kto niegrzeczny – nie”.
Według Mieczysława Wachowskiego, Mirosław Gawor był ojcem kariery Mariana Janickiego. Opowiadając o M. Janickim minister Mieczysław Wachowski wspomina „Mirek Gawor wziął go na szefa kolumny transportowej”. Ze wspomnień M. Janickiego wynika, że w 1997 roku gen. Gawor załatwił pieniądze z dotacji celowej na wymianę floty samochodowej z wielosettysięcznym przebiegiem na auta marki BMW.
Najbliższymi współpracownikami – zastępcami szefa BOR – generała Gawora byli:
w latach 1991–1997 – majorowie Krzysztof Dymek, Mirosław Brzeziński i Marek Kamiński; w latach 1997–2001 – płk Jan Włoch, gen. bryg. Leszek Ulandowski (do 2001), płk Andrzej Gawryś (od 2001), płk Leszek Woźniak, ppłk Marian Janicki.
Prezes zarządu m.in. w KGM Energia, Biurze Ochrony ROCA, Warszawskim Klubie Sportowym Gwardia Warszawa oraz członek organu nadzoru Fundacji byłych funkcjonariuszy Biura Ochrony Rządu.
Członek Rady Sportu przy Ministrze Spraw Wewnętrznych i Administracji.

### Życie prywatne
Mąż Ewy Gawor – Dyrektora Biura Bezpieczeństwa i Zarządzania Kryzysowego m. st. Warszawy.

## Ordery i odznaczenia
Krzyż Oficerski Orderu Odrodzenia Polski (2001)
Złoty Krzyż Zasługi
Krzyż Kawalerski Orderu Odrodzenia Polski (1998)

## Kontrowersje
Redaktor GW Wojciech Cieśla w artykule pt. Strzelcy podwodni podaje, że  Mirosław Gawor w ciągu kilku lat został awansowany przez b. prezydenta Lecha Wałęsę od stopnia majora do generała. Temat ten poruszył również dr hab.W. Fehler w artykule pt. Sektor bezpieczeństwa wewnętrznego- mechanizmy i praktyka zmian. Wskazuje on w nim, że za prezydentury Lecha Wałęsy szybki awans był udziałem szefa Biura Ochrony Rządu Mirosława Gawora (od stopnia chorążego do stopnia generała brygady). Przywołany autor w działaniu takim dopatruje się słabości sektora bezpieczeństwa, przejawiającego się polityką w zakresie awansów nacechowaną preferowaniem koneksji politycznych, niszczących rangę i znaczenie stopni oficerskich i generalskich „przyspieszonymi mianowaniami” na kolejne stopnie służbowe.
W świetle krótkiego okresu, który upłynął od ukończenia szkoły oficerskiej do awansu na pierwszy stopień generalski dyskusyjna wydaje się wypowiedź generała na temat kursu oficerskiego w 2007 roku. Dla TVN24 Mirosław Gawor m.in. powiedział, że do tej pory taki awans trwał ok. trzech lat. – Dwa tygodnie? To jest śmieszne Podkreślił jednocześnie, że kandydat na oficera musi się legitymować wyższym wykształceniem i przejść półroczny kurs oficerski.
W wywiadzie dla WP gen. Gawor wspomina drugą pielgrzymkę Jana Pawła II do Polski: To był okres apogeum Solidarności. Gdy przyjechaliśmy z papieżem na miejsce celebry, to w zasadzie widać było las transparentów ze znakiem Solidarności. To było pół roku po zamachu. Głowę mieliśmy naładowaną informacjami o możliwym powtórzeniu takiej sytuacji w Polsce. To była dla nas bardzo stresująca sytuacja, ale nie mogę powiedzieć, żeby to wpływało jakoś na zachowanie papieża. Dalej generał wspomina, przy pierwszych pielgrzymkach pełniłem rolę oficera ochrony bądź adiutanta (oficera, który stoi bezpośrednio za osobą ochranianą). W późniejszym okresie, kiedy zostałem szefem Biura Ochrony Rządu, odpowiadałem za całość przygotowań.
Autorzy monograficznej publikacji o Biurze Ochrony Rządu, funkcjonariusze z wieloletnim stażem, podają nieco inną informację w tym zakresie. Wskazują oni, iż przez cały ten okres (drugiej wizyty papieża), od momentu powitania na lotnisku Okęcie w Warszawie, papieżowi towarzyszyło bez przerwy dwóch funkcjonariuszy BOR- zastępca dyrektora BOR, płk Roman Hołdys i oficer ochrony osobistej papieża, por. Bogusław Glib.